# Carl Miller (Politiker)

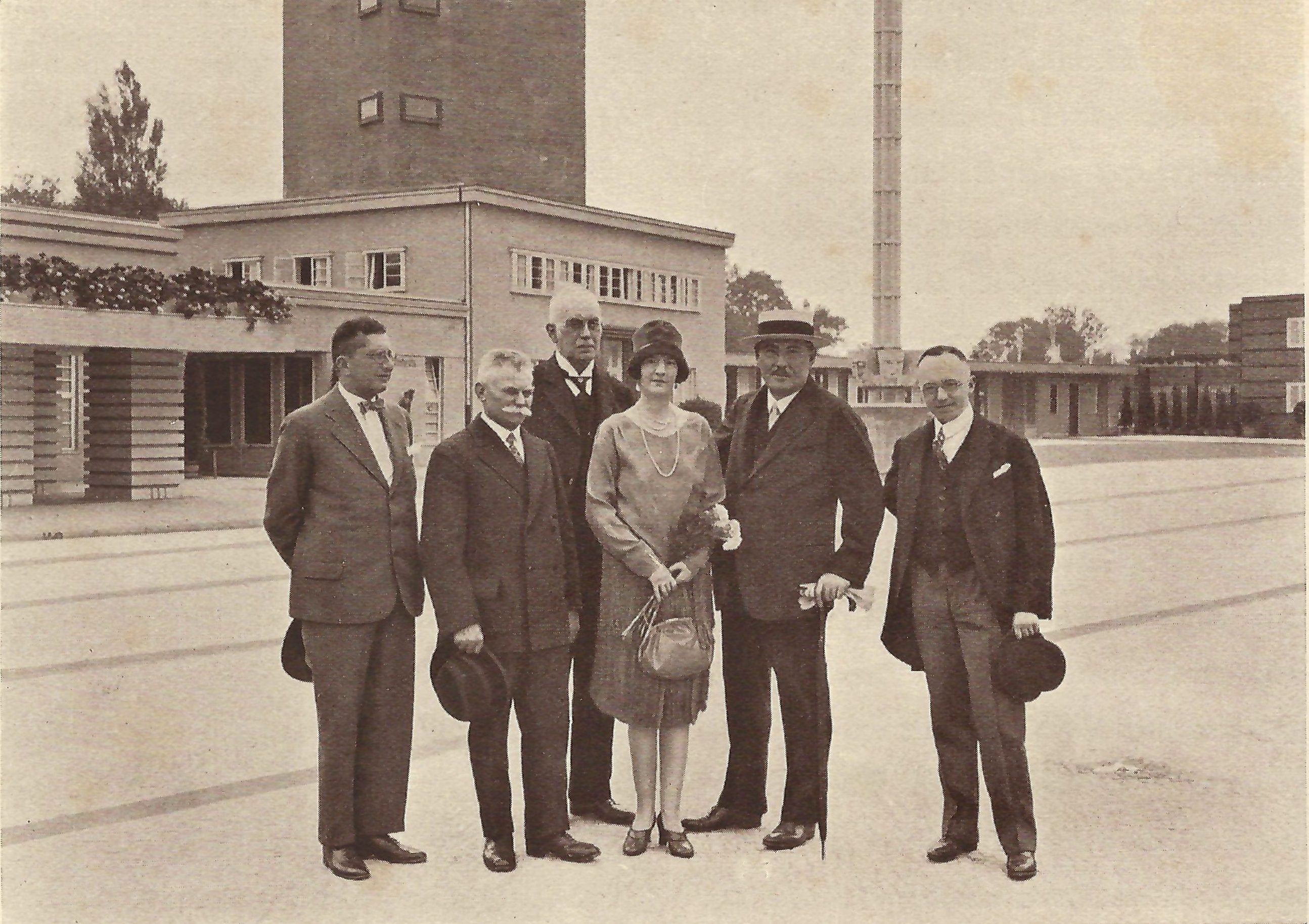
Carl Miller (dritter von links) mit Hermann Beims und Ago von Maltzan auf der Deutschen Theaterausstellung 1927

Carl Miller (* 6. April 1860 in Calbe; † 2. Februar 1930 in Magdeburg) war ein deutscher Kommunalpolitiker aus Magdeburg.

## Leben
Miller war gelernter Kaufmann. Er war als Teilhaber der Firma Paul und Miller als Fabrikant in Magdeburg tätig.
Miller war als Vorsitzender des Magdeburger Schwimm-Clubs der erste Vorsitzende des 1886 in Berlin gegründeten Deutschen Schwimm-Verbandes. Gemeinsam mit seinem Bruder Hermann gehörte er 1887 auch zu den Gründungsmitgliedern des Ruder-Clubs "Werder". Von 1887 bis 1891 und 1892 bis 1894 war er auch dessen erster Vorsitzender.
Ab 1905 engagierte sich Miller in der Magdeburger Kommunalpolitik und gründete den Verkehrsverein Magdeburg. Dieser gab Stadtpläne und -führer heraus und gehörte zu den ersten derartigen Vereinen in Deutschland. Miller war Mitglied der Nationalliberalen Partei. Für diese zog er 1907 in die Magdeburger Stadtverordnetenversammlung ein, der er bis 1929 angehörte. Er hatte erheblichen Anteil an den kommunalen Vorhaben (Stadthalle, neues Rathaus (welches jedoch später im Zweiten Weltkrieg zerstört und nicht wiedererrichtet wurde), Südbrücke) seiner Zeit. 1918 war er Vorsitzender des Bürgerrates der in Zusammenarbeit mit dem gebildeten Arbeiter- und Soldatenrat in Magdeburg die öffentliche Ordnung gewährleistete. Miller gründete den Ortsverband der DDP wechselte jedoch später zur DVP. 1920 wurde Miller zum stellvertretenden Stadtverordnetenvorsteher.
Ein wesentlicher Aspekt seiner kommunalpolitischen Arbeit war die Profilierung Magdeburgs zur Ausstellungs- und Kongressstadt. 1909 hatte Miller den Verband Mitteldeutscher Verkehrsvereine gegründet. 1921 begründete er den Preußischen Verkehrsverband. Von 1922 bis 1927 war er Präsident des Bundes Deutscher Verkehrsvereine. Mit der ebenfalls von ihm 1920 begründeten Mitteldeutschen Ausstellungsgesellschaft errichtete er im Magdeburger Rotehornpark ein Ausstellungsgelände, auf welchem 1922 die Mitteldeutsche Ausstellung für Siedlung, Sozialfürsorge und Arbeit (MIAMA) stattfand, die 2,5 Millionen Besucher verzeichnen konnte. Miller war auch der maßgebliche Initiator für die 1927 in Magdeburg durchgeführte Deutsche Theaterausstellung 1927, die als wesentlicher kultureller Höhepunkt im Magdeburg der 1920er Jahre angesehen wird. Miller war über lange Zeit Vorsitzender des Magdeburger Kunst- und Gewerbevereins.

## Ehrungen
Noch zu Lebzeiten benannte die Stadt Magdeburg ihm zu Ehren eine Straße (Carl-Miller-Straße) nach ihm. Auch ein Freibad in besagter Straße trägt seinen Namen.